# Средний проспект Васильевского острова
Сре́дний проспе́кт В. О. — крупная магистраль на Васильевском острове в Санкт-Петербурге, проходящая от набережной Макарова до Наличной улицы.

## История
Был проложен в 1730-х годах и первоначально именовался Малой першпективой (по отношению к Большой першпективе — ныне Большой проспект). В 1760-х годах, когда возник ещё один параллельный проспект (нынешний Малый проспект), Малая першпектива стала называться Средним проспектом. В 1930-х годах Средний проспект был переименован в проспект Му́соргского (выдающийся русский композитор М. П. Мусоргский жил в 1875 году на Васильевском острове на 5-й линии в доме № 10). В январе 1944 года проспекту возвратили старое название.
В декабре 1972 года в Средний проспект вошёл бывший Ма́ло-Га́ванский проспе́кт. Теперь Средний проспект тянется от набережной Макарова до Наличной улицы.
Топоним «Средний проспект» довольно часто встречается в истории Санкт-Петербурга. В разное время такое название носили, например, Клинский проспект (1791—1857), часть улицы Маяковского (1793—1858), Среднегаванский проспект (1836—1930-е), Дегтярная улица (1857—1868), часть Новочеркасского проспекта (1910—1956) и т. д.

## Достопримечательности
- Дом 6 / угол с Тучковым переулком, 13 — доходный дом Окуловой, архитектор В. Е. Морган (надстройка, 1832).  7830517000
- Дом 9 — доходный дом архитектора И. П. Володихина. Построен по собственному проекту (1904—1905, включён существовавший дом).  7830518000
- Дом 11 — доходный дом П. Г. Гулина, построен по проекту гражданских инженеров А. С. и С. П. Гулиных (1902).  7830519000
- Дом 13 / 2-я линия, д. 41 — доходный дом, архитектор Л. Ф. Шперер (перестройка, 1870—1871, 1880).
- Дом 15 / 3-я линия Васильевского острова, 34 — дом Борисовой, перестроен из здания 1720-х годов в 1826 по проекту архитектор А. Комарова (?).  7830520000
- Дом 16 / 2-я линия Васильевского острова, 39 — доходный дом К. И. Путилова, архитектор В. В. Шауб (1897).  7830521000
- Дом 17 — домовладение семьи Брюлловых, архитектор Н. Ф. фон Брюлло (1872—1873).  781710971740005
- Дом 18 / 2-я линия, 32 — Лютеранская церковь Святого Михаила, военный инженер К. К. Бульмеринг (1871—1876).  781510320430005
- Дом 19 архитектор П. К. Нотбек (1873).
- Дом 22/ 5-я линия, д. 42 — здание бань Эссен-Стенбок-Фермора, архитектор В. Е. Морган (1851; перестроено).
- Дом 23 / 5-я линия Васильевского острова — доходный дом П. А. Разживина, архитектор Г. Г. фон Голи (1905).  7832003000
- Дом 24 — дом Аладова (полковника Серебрякова). Дом был построен в 1806—1809 годах для полковника В. Серебрякова, с 1830-х годах перешёл во владение статского советника С. Н. Аладова и оставался во владении его потомков до 1918 года. В 1837 году здесь жил поэт Алексей Тимофеев, а в 1910-х годах — академик исторической живописи Александр Новоскольцев[2][3].  781610565720006
- Дом 27 — доходный дом В. М. Трофимова, архитектор К. Н.Вербицкий (1880—1881). Перестроен в 1909 году по проекту И. И. Яковлева[4].
- Дом 28 / 6-я линия, 29 — доходный дом А. И. Лихачевой, архитектор А. В. Иванов (1878; включены существовавшие дома).
- Дом 29 / угол с 6-я линия, 31 — доходный дом, архитектор А. Р. Гешвенд (1871).
- Дом 31 / 7-я линия, 52 — здание городских начальных училищ, архитекторы А. Р. Гешвенд при участии Б. А. Бржостовского (1896—1897). В настоящее время — физико-математический лицей № 30.  7830523000
- Дом 36/40 — Комплекс построек табачной фабрики «Лаферм», расположен на углу с 9-й линией. До первой четверти XIX века здесь находился деревянный дом. Затем по 9-й линии был построен двухэтажный жилой корпус. В 1832 году архитектор И. К. Лаутер пристроил трехэтажное здание по Среднему проспекту. Заказчиком был купец Воробьёв. В 1860-х годах строительство продолжил новый хозяин участка — архитектор К. И. Лоренцен. Вся существующая многоэтажная застройка связана с табачной фабрикой «Лаферм», участок для которой был приобретен в начале 1870-х годов. Для неё в 1890-х годах угловой дом надстроили четвёртым, пятым, а затем и мансардным этажами (архитектор Ю. Ю. Бенуа). В 1908—1913 годах на месте прежних строений возвели угловое здание в стиле модерн по проекту архитектора Р. И. Кригера. В мае 2005 года бывшее складское помещение фабрики М. С. Урицкого приобрела компания Ruric AB.  7830524000
- Дом 37 / 8-я линия Васильевского острова, 47 — дом А. Ильиной, конец XVIII века, архитектор П. И. Габерцеттель (1830—1835).  7830419000

- Дом 40 — особняк Варвары Ивановны Турчаниновой (офицера П. В. Соколова). Первые сведения об участке относятся к 1785 году, тогда он принадлежал квартальному надзирателю В. В. Клочкову[5]. Каменный двухэтажный особняк появился на этом участке в первой четверти XIX века. Дом принадлежал чиновнику А. Е. Протопотову. В 1855 году фасад здания был перестроен для тогдашней владелицы, В. И. Турчаниновой, архитектором И. А. Цимом. В новом варианте фасада использовались элементы барокко. В 1880—1882 годах для П. В. Соколова дом перестроен архитектором А. И. Ковшаровым. После Великой Отечественной войны в особняке размещался электромеханический, а затем радиомеханический техникум, до 2010 года — Политехнический колледж. Десять лет здание было заброшено[6]. В 2020-м году власти Петербурга согласовали проект реконструкции особняка и приспособления его под современное использование[7]. Как выяснилось в 2021 году, проект нового застройщика подразумевает снос дворовых флигелей[8].
- Дом 41/43 — Высшие женские курсы, архитектор В. П. Цейдлер (1913—1914). Сейчас — межфакультетский центр Санкт-Петербургского государственного университета (бывший химический факультет Петербургского университета).
- Дом 45 / 10-я линия Васильевского острова, 27 — доходный дом М. Д. Корнилова, архитектор А. Ф. Барановский (1914—1915).  7830526000
- Дом 47 — доходный дом А. А. и А. С. Заварзиных, архитектор И. И. Цим (1857), перестроен в 1910—1911 годах архитекторами А. Ф. Барановским и А. А. Заварзиным (?).  7830527000
- Дом 48 — бывший клуб табачной фабрики им. Урицкого, с 1992 года  — Санкт—Петербургский государственный театр на Васильевском.
- Дом 49 — доходный дом, архитектор М. А. Андреев (1879).
- Дом 50 / 13-я линия, 38 — архитектор А. Р. Гешвенд (1869—1870, 1878).
- Дом 51—53 / 12-я линия, д. 39 — доходный дом А. К. Бенигсена[9] или А. А. Смирнова[10], 1911—1912, архитекторы И. П. Претро (планировка) и С. С. Серафимов (фасады в стиле эклектики, стилизация под елизаветинское барокко). В конце 1940-х — начале 1950-х дом 51 расширен по Среднему проспекту.  7830528000
- Дом 51 — дом призрения бедных императрицы Александры Фёдоровны. Построен в 1825 году по проекту архитектора П. И. Габерцеттеля, перестроен в 1865—1868 (архитектор Г. Х. Штегеман) и в 1897 (архитектор Ф. Л. Миллер) годах.  7830529000
- Дом 56 / 14-я линия Васильевского острова, 41 — доходный дом А. П. Корниловой, архитектор А. Ф. Барановский (1909).  7830530000
- Дом 64 / 16-я линия, 39 — архитектор Л. В. Богусский (?) (1899).
- Дом 74 (19-я линия, д. 20 / 20-я линия, д. 21) — здание Геологического комитета Академии наук, архитектор А. А. Полещук (1912—1914).  7830531000
- Дом 75 / 18-я линия, 35 — доходный дом, архитектор Л. В. Богусский (1901). В доме расположено Санкт-Петербургская общественная организация «Семеновское благотворительное общество (Общество потомков П. П. Семенова-Тян-Шанского)»[11].

- Участок 77 — Василеостровский трамвайный парк. Комплекс зданий, построенных в начале XX века. 16 (29) сентября 1907 год в истории общественного транспорта|1907 года отсюда вышли вагоны первого городского трамвая. Административное здание построено в 1913—1915 годах по проекту А. А. Ламагина. 15 января 2007 года трамвайный парк имени Леонова (название с 1926 года) был официально закрыт. Тем не менее, парк продолжает использоваться для оборота подвижного состава, здесь же работает Музей электрического транспорта.  781520264220005
- Дом 80 / 23-я линия, д. 28 — здание Ольгинского детского приюта трудолюбия (1899—1900, архитекторы М. Ф. Гейслер, Б. Ф. Гуслистый).  7830532000
- Дом 90/34 (на углу с Княгининской (ныне Детской) улицей) — доходный дом, архитектор С. А. Мокин (1901). Угловой эркер этого дома был увенчал куполом, который к настоящему времени утрачен.